# Montes Bilo
Montes Bilo (en croata, Bilogora, Bilo-gora, Bilo-gorje, esto es "Tierras Altas de Bilo") es una sierra por lo general baja que se encuentra en la parte norte de Croacia, entre el valle del río Sava y el del Drava.   

La sierra está formada por una serie de montículos y colinas. Las cumbres son bajas y redondeadas. Hay una presa en el límite suroeste sobre el río Drava Se extiende a lo largo de 80 km corriendo de noroeste hasta el sureste. Se encuentra cubierto de bosques.  

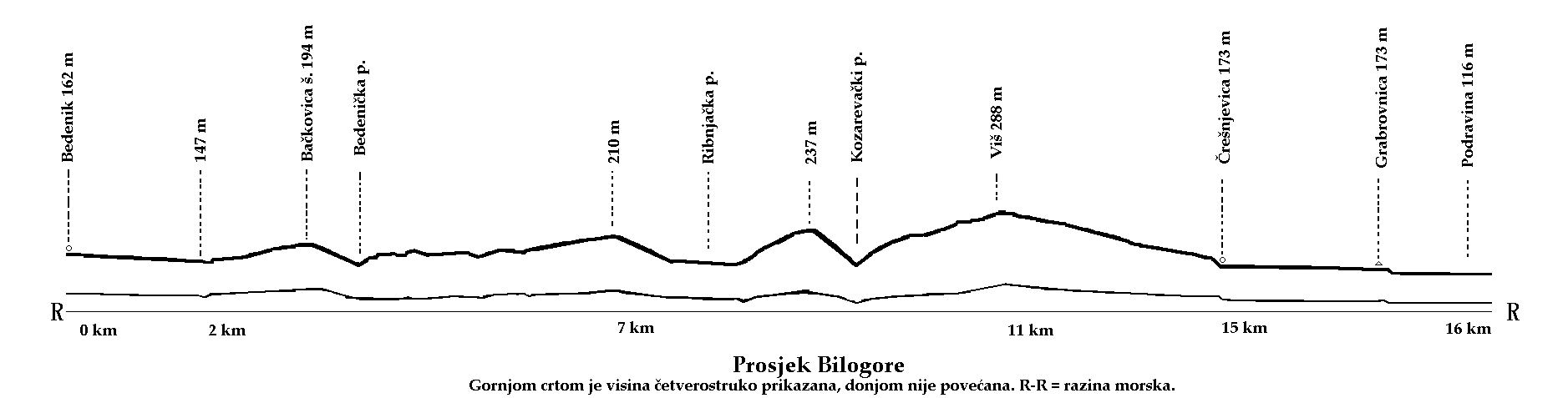
Promedio de altura, sección transversal en los montes Bilo.

El pico más alto es el Rajčevica (309 m s. n. m.).
Otras cumbres son: 
- Koševac – 302 m s. n. m.
- Bilo – 294 m s. n. m.
- Babina gora – 293
- Viš – 288